# Баффет, Дэвид
Дэвид Эрнест Баффет (родился 17 октября 1942 года) — австралийский политик. Был главой правительства острова Норфолк с 24 марта 2010 по 20 марта 2013 года, до этого он также занимал эту должность два раза (с 10 августа 1979 года по 21 мая 1986 года и со 2 июня 2006 года по 28 марта 2007 года). Он дольше всех был членом Законодательной Ассамблеи Норфолка, находясь в ней с самого момента её основания в 1979 году, исключая один состав её кабинета.

## Глава правительства острова Норфолк
Баффет являлся главой правительства Норфолка с марта 2010 по март 2013 года, до чего занимал такую же должность с июня 2006, сменив на этом посту Джеффри Роберта Гарднера до марта 2007 года, когда его заменил Андре Ноббс. Тогда Баффет потерял и своё место в парламенте острова, набрав только 355 голосов из 9720 возможных, заняв 11-е место из 17.
Перед этим Дэвид Баффет также был главой правительства с августа 1979 года по май 1986 года. Он занимал должность Президента Законодательной Ассамблеи с 22 мая 1989 года по 20 мая 1992 года , которая была эквивалентна должности Главы правительства.

## Спикер Законодательной Ассамблеи
Баффет являлся Спикером Законодательной Ассамблеи с 20 марта 2013 года по 17 июня 2015 года.
Также он являлся спикером с 1994 по 1997 годы и с 2000 по 2006 годы.